# ويليام إليوت (صحفي)
ويليام إليوت (بالإنجليزية: William Elliott)‏ هو صحفي ومؤلف أمريكي، ولد في 27 أبريل 1788 في بيافورت في الولايات المتحدة، وتوفي في 1863.